# اسلون
اسلون (نام علمی: Urania sloanus) نام یک گونه منقرض‌شده از سرده دم‌چلچله‌ایان موس است.